# Kebayoran Lama
Kebayoran Lama es un subdistrito urbano (Kecamatan) de Yakarta Meridional, al sur de Yakarta, Indonesia.
Kebayoran Lama contiene algunas áreas verdes de tamaño moderado, algunas de estas áreas se concentran dentro del cementerio Tanah Kusir, famoso por ser un lugar de entierro de Mohammad Hatta, el primer vicepresidente de Indonesia.
Pondok Indah es una zona residencial de lujo ubicada en Kebayoran Lama.
Está dividido en 6 barrios urbanos (Kelurahan):
- Grogol Utara con código postal 12210
- Grogol Selatan con código postal 12220
- Cipulir con código postal 12230
- Kebayoran Lama Utara con código postal 12240
- Kebayoran Lama Selatan con código postal 12240
- Pondok Pinang con código postal 12310